# Kabbanadakoppa, Sagar
Kabbanadakoppa là một làng thuộc tehsil Sagar, huyện Shimoga, bang Karnataka, Ấn Độ.